# Виґода (Отвоцький повіт)
Виґода (пол. Wygoda) — село в Польщі, у гміні Карчев Отвоцького повіту Мазовецького воєводства.
Населення — 94 особи (2011).
У 1975-1998 роках село належало до Варшавського воєводства.

## Демографія
Демографічна структура станом на 31 березня 2011 року:
|          | Загалом | Допрацездатний вік | Працездатний вік | Постпрацездатний вік |
| -------- | ------- | ------------------ | ---------------- | -------------------- |
| Чоловіки | 46      | 6                  | 39               | 1                    |
| Жінки    | 48      | 8                  | 32               | 8                    |
| Разом    | 94      | 14                 | 71               | 9                    |